# Franc-maçonnerie aux États-Unis

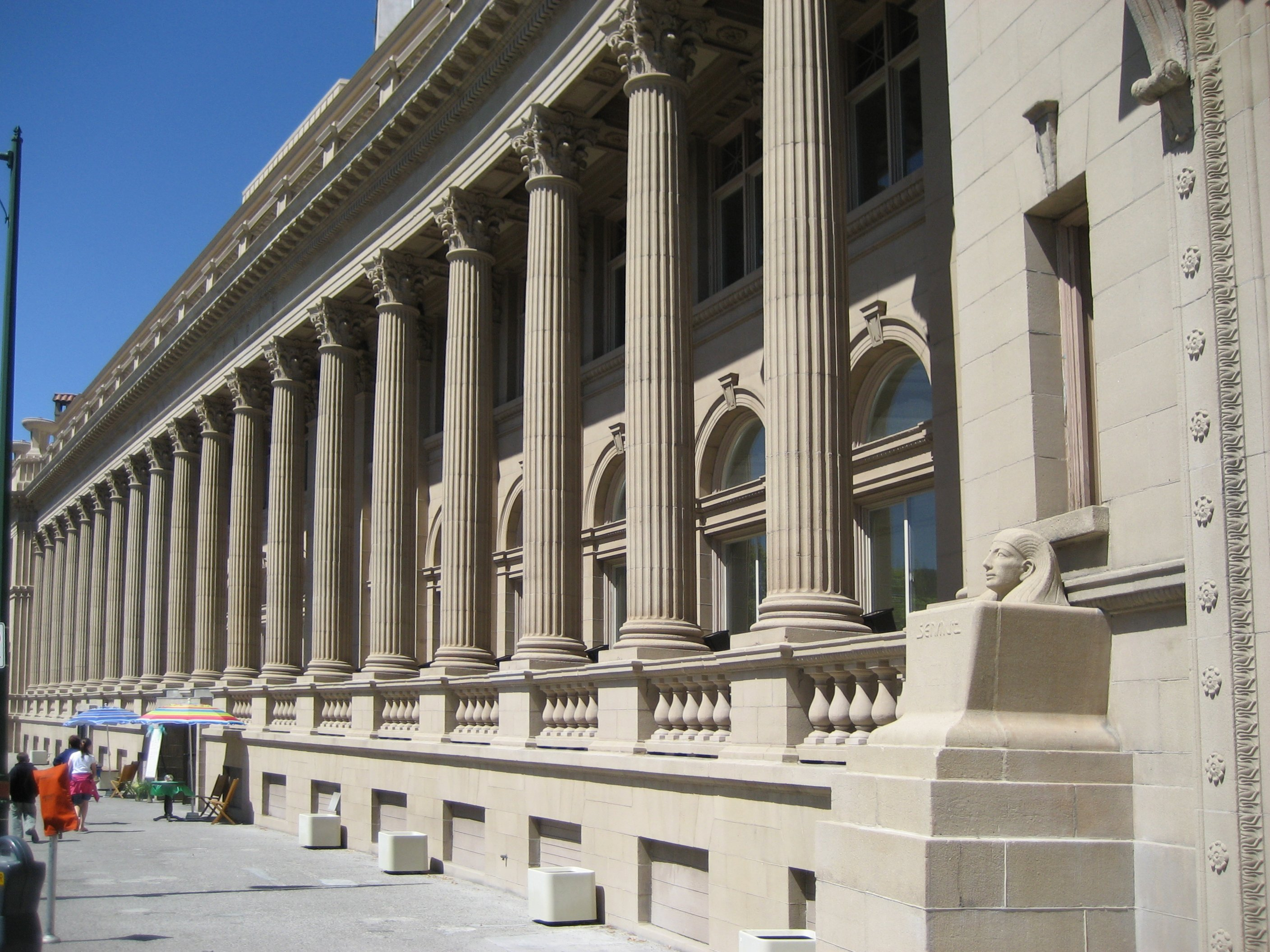
Temple maçonnique de Spokane, WA, États-Unis.

La franc-maçonnerie aux États-Unis de par son histoire, est très différente de celle qui prédomine en Europe. Elle se caractérise par sa transparence et par son nombre important de membres qui, quoi que décroissant, représente encore près de 870 000 répartis dans environ 15 000 ateliers, pour cinquante grandes loges dites « régulières ». La structure fédérale du pays conduit à ce que chaque État des États-Unis dispose de sa propre grande loge.

## Histoire
Aux États-Unis, la franc-maçonnerie trouve sur son berceau historique dans l'État du Massachusetts. Quoique les origines légendaires veulent qu'elle ait été implantée au début du XVIIIe siècle, c'est en 1733 qu'elle naît officiellement.

### Origines légendaires

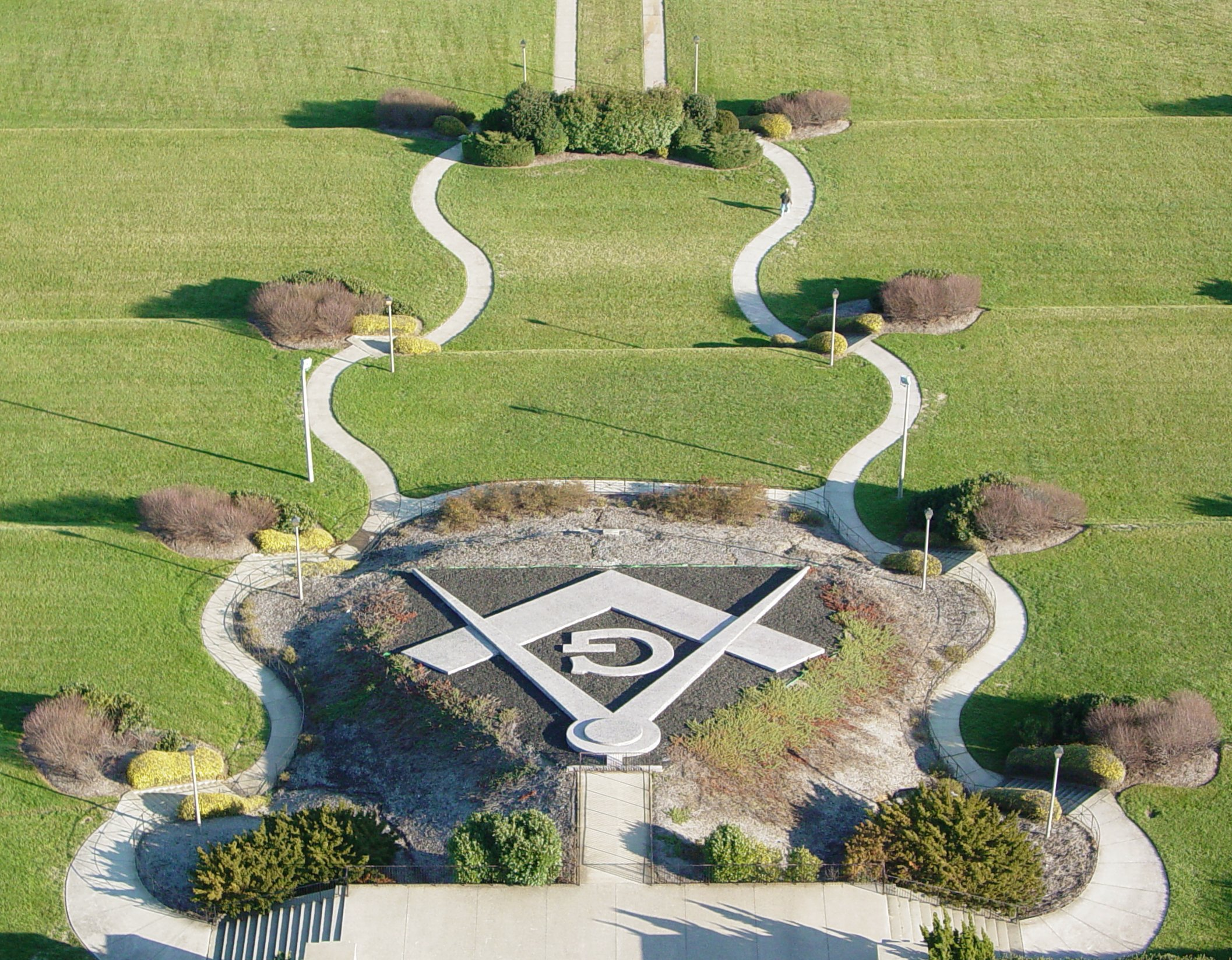
Jardins du George Washington Masonic National Memorial.

De multiples pistes ont été développées sur l'implantation de la franc-maçonnerie aux États-Unis. La première référence à la franc-maçonnerie en Amérique du Nord aurait été faite par Jonathan Belcher qui aurait été initié à Boston dans une « loge occasionnelle » en 1704 tout en voyageant en Europe dans la même année. La légende voudrait surtout que les premiers francs-maçons se soient réunis à Boston en 1720 dans la King's Chapel mais le manque de sources crédibles ne permettent pas d'affirmer cette version.

### XVIIIesiècle
La franc-maçonnerie s'implante dans ce pays par les mouvements migratoires et la tutelle de l'Empire britannique sur sa colonie. À ce titre, le premier document attestant la présence maçonnique dans le « Nouveau Monde » date du 30 juillet 1733 et relate la nomination du grand maître provincial d'Amérique du Nord Henri Price, par le grand maître d’Angleterre d'alors le vicomte de Montagu. La première loge se réunit ainsi à la taverne « La Grappe de raisin » sur King Street.
La franc-maçonnerie américaine est née autour de la Grande Loge de Saint John, quoique sa souveraineté limitée n'échappe pas au contexte historique. Dès 1734, Benjamin Franklin imprimera les Constitutions d'Anderson affirmant ainsi la portée de la franc-maçonnerie dans la colonie. Le 24 juin de la même année, il sera nommé grand maître provincial de Pennsylvanie et motivera la première volonté d'indépendance à la couronne britannique dans le cadre maçonnique
Mais la franc-maçonnerie américaine est toujours inféodée au « Vieux Continent ». La Grande Loge d'Écosse crée en 1752 à Boston la loge Saint Andrews qui sera aux balbutiements de la Grande Loge du Massachusetts créée en 1759. L'opposition entre anciens et modernes en sera d'ailleurs nourrie. La Grande Loge de Saint John était résolument dans le camp des modernes alors que la Grande Loge du Massachusetts, dans celui des anciens [réf. nécessaire].
Cette opposition maçonnique reflète néanmoins une opposition historique. Les divisions au sein de la franc-maçonnerie américaine s'accentueront entre 1752 et 1778.
La Grande Loge de Saint John, à Boston, réunissait la bourgeoisie locale et aspirait largement à l'indépendance. Alors que sa rivale restait fidèle au Royaume-Uni ; elle était essentiellement composée de soldats (majoritairement irlandais) envoyés par la couronne.
De cette date jusqu'à la guerre d'indépendance, les francs-maçons américains resteront largement divisés.
C'est de la loge « Saint André » de Boston, dirigée par Joseph Warren, que naquit la Boston Tea Party, événement qui déclencha la guerre d'indépendance. Grand maître provincial et chef des « antients » dans le Massachusetts, Joseph Warren fut tué à la bataille de Bunker Hill. Pendant la guerre, dans la plupart des provinces, les membres des loges « anciennes » se rangèrent plutôt du côté des insurgents, avec George Washington, Joseph Warren et Benjamin Franklin, alors que ceux des loges « modernes » s'engagèrent plutôt du côté de l'Angleterre.
Parmi les cinquante-six signataires de la déclaration d'indépendance de 1776, cinquante environ auraient été francs-maçons. Benjamin Franklin vint à Paris en tant que « ministre plénipotentiaire des États-Unis d'Amérique septentrionale », où il devint de 1779 à 1781 vénérable maître de la loge les Neuf Sœurs qui organisa le soutien français à la cause américaine. Parmi les francs-maçons français, le marquis de La Fayette, joua un rôle notable dans la guerre d'indépendance.
Profitant du conflit, la Grande Loge de Pennsylvanie se séparera officiellement de la Grande Loge d'Angleterre en 1778.
Après la guerre, le système des grandes loges à juridiction exclusive sur le territoire de chaque État de l'Union fut établi. Il posa quelques problèmes dans les États où coexistaient deux grandes loges (« ancienne » et « moderne »), mais il finit par s'imposer totalement au bout d'une vingtaine d'années.
En 1800, il y avait aux États-Unis onze grandes loges, regroupant 387 loges et 16 000 francs-maçons.

### XIXesiècle
Le XIXe siècle est une époque à la fois trouble et lumineuse pour la franc-maçonnerie américaine, avec autant des temps dramatiques qu'une augmentation significative des effectifs et du nombre d'ateliers.
C'est l'affaire Morgan qui marquera le trouble au sein de l'ordre et vague d'antimaçonnisme sans précédent. En 1826, un certain William Morgan disparaît de Batavia, ville de l'État de New-York après avoir menacé d'exposer les secrets de la franc-maçonnerie. La découverte d'un corps non identifié le 27 octobre 1827 déclenche des émeutes antimaçonniques. Sous la conduite du tribun Thurlow Weed, elles sont aux balbutiements d'un mouvement antimaçonnique qui portera le candidat aux élections de gouverneur général de l'État de New-York en 1830. Il s'en faudra de peu pour qu'il soit élu. De 1826 à 1846, la Grande Loge de New-York passera ainsi de 500 à 65 loges.
La franc-maçonnerie américaine reprit cependant sa progression et en 1850, elle comptait 28 grandes loges, regroupant 1 835 loges et 66 000 francs-maçons.
La guerre de Sécession viendra de nouveau créer la division au sein de la franc-maçonnerie américaine. La franc-maçonnerie était aussi bien implantée chez les confédérés que chez les abolitionnistes.

### XXe siècle

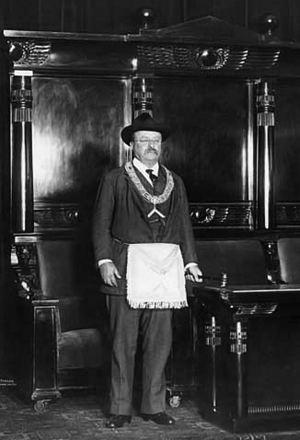
Theodore Roosevelt

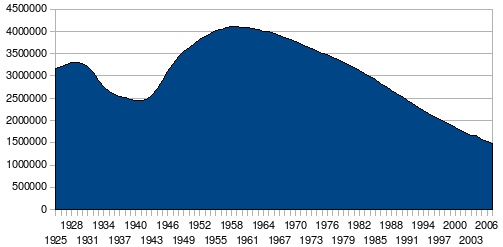
Évolution du nombre de francs-maçons aux États-Unis de 1924 à 2007 (Source:MSANA)

## Spécificités de la franc-maçonnerie américaine
La principale particularité de la franc-maçonnerie américaine est la prédominance en son sein d'un rite maçonnique qui lui est presque exclusif : le Rite d'York. En ce qui concerne les trois premiers grades, dits « symboliques », ce rite est principalement issu du Rite des Anciens et n'a pas subi les évolutions qui ont abouti en Angleterre, après la guerre d'indépendance, au Rite anglais de style Émulation. Il interdit dans ses loges toute discussion de sujets politiques, religieux ou de tout autre sujet controversé et ne revendique comme objectif que celui de l'amélioration de ses membres.
La franc-maçonnerie américaine est également spécifique en ce qu'elle comprend des ordres paramaçonniques importants et en ce qu'elle se particularise dans son histoire récente selon les nombreuses minorités du pays.
Enfin, la franc-maçonnerie américaine est très différente de celle que l'on rencontre sur le continent européen en ce qui concerne la manière dont elle envisage la progression initiatique de ses membres: Aux États-Unis, il est fréquent qu'un nouveau membre atteigne le troisième degré en quelques mois, et les derniers degrés du Rite écossais ancien et accepté en quelques années. La progression peut même parfois être encore plus rapide. C'est ainsi par exemple que l'acteur Richard Dreyfuss fut nommé maître maçon et promu au 32e degré du Rite écossais ancien et accepté par un simple décret du grand-maître de la Grande Loge du District de Columbia en date du 10 juin 2011.

### Ordres paramaçonniques

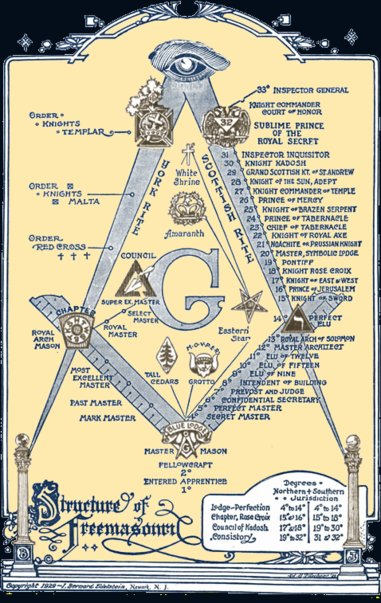
Organisation des principaux rites de la franc-maçonnerie américaine.

Les ordres paramaçonniques contribuent à l'ancrage de la franc-maçonnerie aux États-Unis, parmi les plus connus on peut citer :
- l'Ancien Ordre arabe des nobles du sanctuaire mystique dont les membres sont appelés shriners. L'ordre affirme étendre les enseignements maçonniques traditionnels, tout en tentant d'améliorer leurs membres ainsi que l'ensemble de la Société maçonnique ;
- la Souveraine Grande Loge de l'Ordre indépendant des compagnons dissemblables, dit plus simplement Odd Fellows. Les membres forment un ordre indépendant très proche de la franc-maçonnerie. L'ordre aurait vu le jour en Angleterre au XVIIIe siècle. Les trois anneaux des Odd Fellows représentent l'amitié, l'amour et la vérité. Dans leur credo, les membres de l'Odd Fellows (frères de l'Odd Fellow et sœurs des Loges de Rebecca) affirment leur croyance en la paternité de Dieu et la fraternité des hommes.

Également, des mouvements de jeunesses pour fils et filles de francs-maçons existent. On peut citer entre autres :
- l'Ordre de DeMolay, pour les garçons de douze à 21 ans ;
- les Filles de Job, pour les filles de dix à vingt ans.

### Ordres féminins
La franc-maçonnerie féminine a toujours eu du mal à s'imposer aux États-Unis. Même si elle existe minoritairement dans le terme de co-freemasonry, des Ordres traditionnels et philanthropiques féminins sont réservés pour les épouses, femmes, sœurs et veuves de francs-maçons (qui ne sont pas pour autant considérée comme franc-maçonnes).
On peut citer : 
- l'Eastern Star (« Étoile d'Orient »). Crée en 1850 par un franc-maçon de Boston, l'Ordre se base sur la  Bible et compterait environ un million de membres. Il est ouvert aux femmes ayant un lien de parenté - même ténue - avec un maître maçon. Plus largement, il s'agit d'une organisation fraternelle et philanthropique plutôt qu'un ordre initiatique ;
- l'Order of the Amaranth (« Ordre de l'Amarante »). Fondé en 1873, cet ordre est similaire à celui de l'Eastern Star mis à part que le recrutement est sensiblement différent. Il faut avoir également un lien de parenté avec un maître maçon mais avoir en plus été membre d'un mouvement de jeunesse tel que les Filles de Job pendant trois ans. Les rites et offices sont d'ailleurs différents.

### Prince Hall

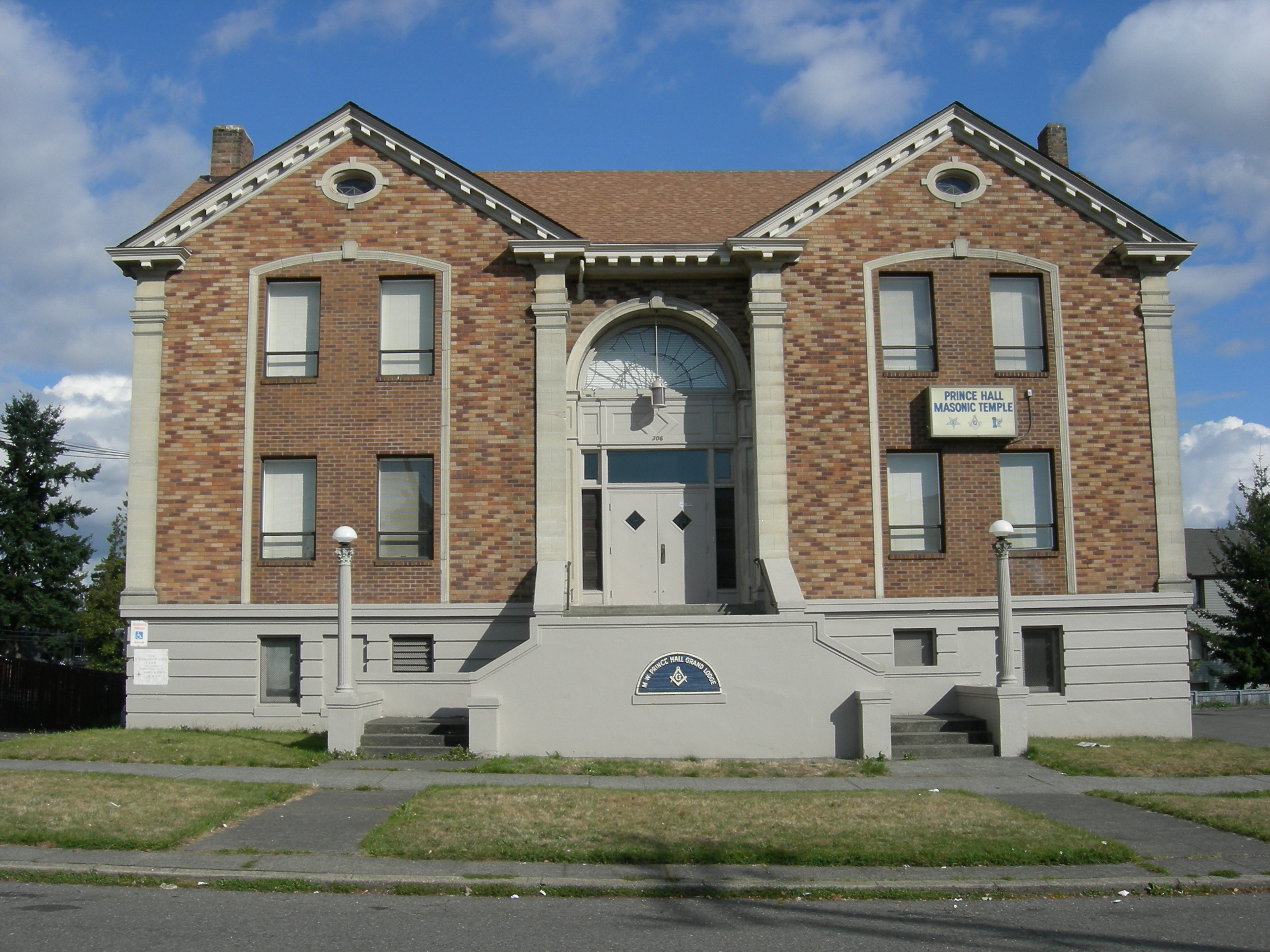
Temple de Prince Hall à Seattle.

Dans le contexte de discrimination raciale qui régna longtemps aux États-Unis, les Afro-Américains se réunirent dans leur propre obédience dénommée en 1827 Prince Hall Grand Lodge.
Cette forme de la franc-maçonnerie prit naissance en 1775, lorsqu'un Afro-Américain du nom de Prince Hall fut introduit au sein de la Irish Constitution Military Lodge, en compagnie de quatorze autres Afro-Américains, tous nés libres (de l'esclavage). Quand la Military Lodge quitta la région, ces quinze hommes noirs reçurent l'autorisation de se réunir en loge, d'organiser des processions à la fête de la Saint-Jean, de procéder à des funérailles maçonniques, mais non de conférer des degrés, ni d'entreprendre d'autres travaux maçonniques. Ces hommes obtinrent un Warrant for Charter de la Grande Loge d'Angleterre (Grand Lodge of England) en 1784 et formèrent la Loge africaine no 459 (African Lodge #459).
En 1787, il y avait au moins 73 maçons afro-américains au Massachusetts. Ils ont produit une lettre adressée au gouvernement pour exprimer leurs souhaits de retourner en Afrique : « Desire to return to Africa, our native country . . . for which the God of nature has formed us. » (« Nous désirons retourner en Afrique, notre pays d'origine... pour lequel le Dieu de la nature nous a formés. »).
Après avoir été rayée des registres pour cause de non-paiement des cotisations en 1813, la loge s'est renommée la « Grande Loge africaine n°1 » (« African Grand Lodge #1 », à ne pas confondre avec les diverses grandes loges du continent africain), et séparée de la maçonnerie communément reconnue. Elle donna ensuite naissance à de nombreuses grandes loges exclusivement noires dans l'ensemble des États-Unis.
Des efforts ont été entrepris par plusieurs maçons dès le début du XIXe siècle afin d'intégrer tous les Afro-Américains et les Caucasiens dans des obédiences communes. Cependant le racisme et la ségrégation à cette époque rendaient impossible la participation « harmonieuse » des Afro-Américains dans les loges « traditionnelles ».
De plus, beaucoup de grandes loges traditionnelles refusaient de reconnaitre les loges Prince-Hall arguant que cela allait à l'encontre d'un des principes de  la « régularité » qui affirme qu'il ne doit y avoir qu'une grande loge par juridiction territoriale et que la Grande Loge d'Angleterre (Grand Lodge of England) en 1784 n'avait pas autorité pour ce faire. Aux États-Unis, la ségrégation raciale est entretenue dans les loges : ainsi les loges blanches refusent de reconnaître ou d'initier les membres des loges afro-américaines.
Cette ségrégation aurait eu des implications politiques dans les états sudistes, où les maçons sont très présents et où les noirs furent privés de leurs droits économiques, juridiques, scolaires et politiques. Albert Pike était lui-même connu pour ses idées racistes.
Après avoir été pour plusieurs raisons, tenues à l'écart pendant des décennies des grandes loges blanches (dites « caucasiennes ») des États-Unis, les grandes loges dites de « Prince Hall » sont depuis le début des années 1990 reconnues par un nombre chaque année croissant de celles-ci. Il y aurait en septembre 2006, 39 grandes loges américaines qui ont donné une reconnaissances officielle à la « franc-maçonnerie Prince Hall ».

## Obédiences maçonniques américaines

### Obédiences dites régulières

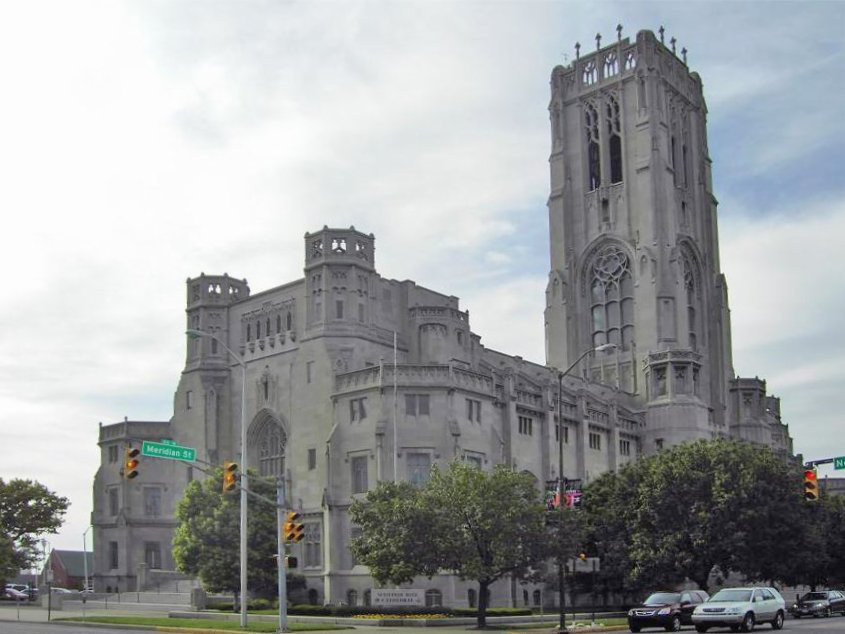
Temple maçonnique du Rite écossais ancien et accepté à Indianapolis.

Les obédiences dites «régulières» de traditions et qui se reconnaissent entre elles. La majorité étant reconnus par la Grande Loge unie d'Angleterre. Elles demandent — entre autres — la croyance en Dieu à leurs membres.
Aux États-Unis, sans compter la franc-maçonnerie Prince Hall qui est reconnue par la majeure partie des obédiences comme étant traditionnelle et régulière, chaque État ne peut avoir qu'une seule obédience  dite  «régulière».
Certains conseils nationaux ou supranationaux chapeautent les rites au sein de ces mêmes obédiences. Il existe ainsi pour le Rite écossais ancien et accepté, le :
- Suprême Conseil de la Juridiction Sud, il réunit les hauts degrés dans la moitié sud des États-Unis.
- Suprême Conseil de la Juridiction Nord, institution équivalente à la précédente, mis à part qu'elle officie pour la moitié nord des États-Unis.

Pour le rite d'York, les institutions sont plus nombreuses. Il y a le :
- Grand Chapitre général des maçons de l'Arche royale, qui administre les hauts degrés de l'Arche Royale ;
- Grand Conseil général des maçons cryptiques, qui administre les hauts degrés dits Cryptiques ;
- Grande Commanderie des chevaliers templiers, juridiction nationale comme les précédentes pour les hauts degrés de Chevaliers du Temple.

### Obédiences libérales
Il existe quelques obédiences dites « libérales » aux États-Unis. À l'exemple de l'Europe, on trouve un peu toutes les tendances. Mais celles-ci ne sont pas reconnues par les obédiences dites «régulières». Par cet ostracisme, les obédiences libérales américaines ont tendance à se rapprocher de celles existant en Europe.
C'est le cas de la George Washington Union qui a adhéré en 1979 au Centre de liaison et d'information des puissances maçonniques signataires de l'appel de Strasbourg (CLIPSAS) réunissant plusieurs obédiences dans le monde.
Depuis 1903, l'Ordre maçonnique mixte international « le Droit humain » s'est implanté aux États-Unis. La Fédération américaine du Droit humain est présente dans de nombreuses grandes villes.
En 2007, s'est constituée une nouvelle obédience de type libéral, regroupant des loges masculines, voulant être identifiée dans la franc-maçonnerie moderne et libérale : le Grand Orient des États-Unis d'Amérique.
En 2014, s'est constituée une nouvelle obédience libérale mixte, pratiquant le Rite moderne: la « Grande Loge du Rite moderne en Amérique du Nord et dans les Caraïbes ».
Les obédiences européennes sont d'ailleurs présentes aux États-Unis, comme la Grande Loge Féminine de Belgique (à Washington, New York et Los Angeles) ou le Grand Orient de France  (à New York depuis 1900, San Francisco en 1986, Washington en 1989, Los Angeles en 1990, Baltimore en 2014 et Floride en 2015).

## Franc-maçonnerie et la société américaine

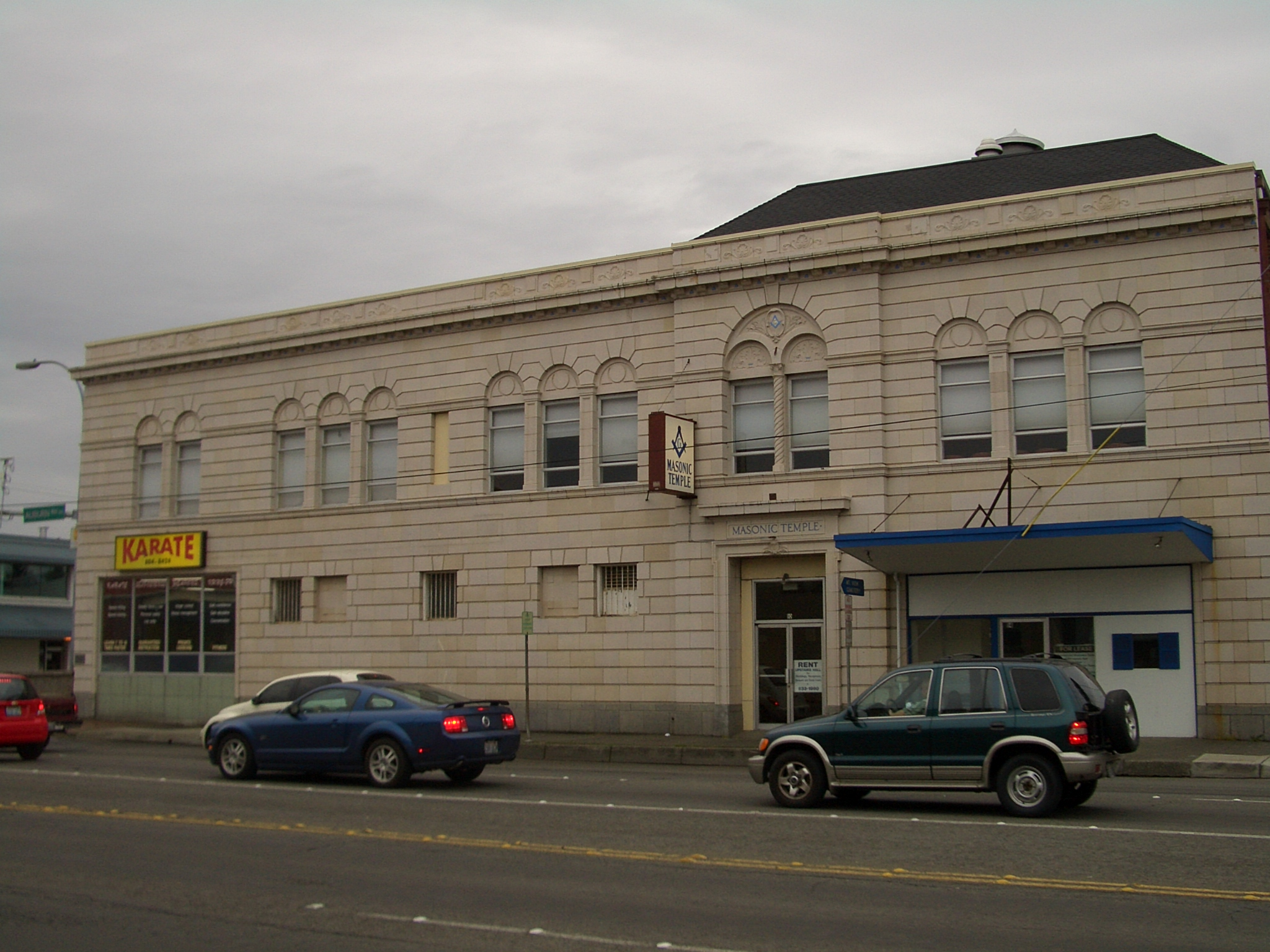
Temple maçonnique typique d'une ville moyenne des États-Unis (Auburn, WA).

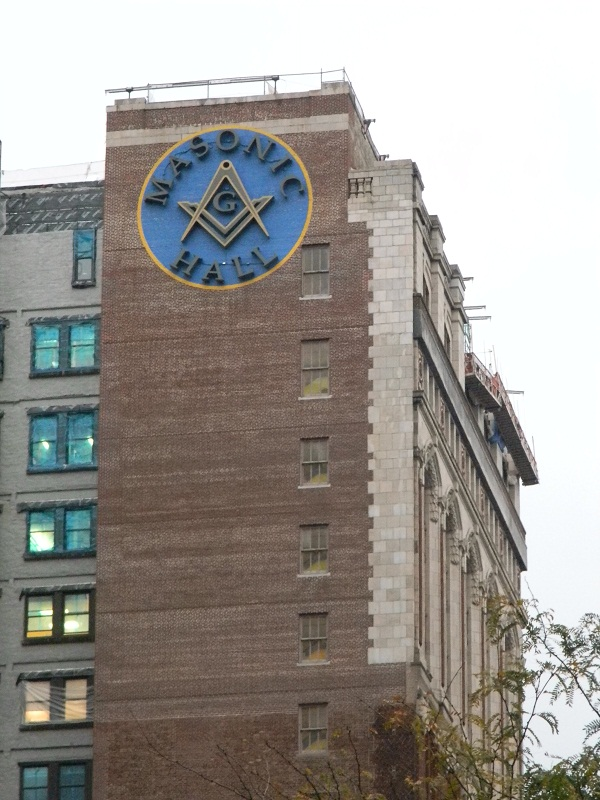
Immeuble maçonnique à New York.

### Dans les arts
Les références à la franc-maçonnerie à travers les arts américains sont importantes dû au nombre d'artistes francs-maçons et à la popularité de l'ordre dans la société américaine.

#### Cinéma
Le septième art américain compte de nombreuses allusions à la franc-maçonnerie, on peut citer entre autres les films suivants :
- Benjamin Gates et le Trésor des Templiers (National Treasure), film de Jon Turteltaub, 2004, - Benjamin Gates dit Ben suit les traces de la famille Gates, en voulant mettre la main sur le fameux trésor des Templiers, d'une valeur incommensurable, qui aurait été caché par les francs-maçons durant la guerre d'indépendance des États-Unis.
- Are You a Mason?, film de Thomas Heffron, 1915 - Film muet où deux profanes essayent de convaincre leur entourage qu'ils sont francs-maçons.
- Big Fish, film de Tim Burton, 2003 - Une parade se fait avec six shriners dans leurs incomparables voitures.
- Complots (Conspiracy Theory), film de Richard Donner, 1997 - Après deux minutes, le climat du film est posé avec cette réplique :«Well he was a 33 rd degree mason you know and an ex director of the CIA.».
- From Hell, film d'Allen Hughes, 2001 - Jack l'Éventreur aurait été franc-maçon ? C'est du moins ce que suppose ce film inspiré de la bande dessinée d'Alan Moore.
- Griffes jaunes (Across the Pacific), film de John Huston, 1942 - Dans ce film, on compare les arts martiaux à l'initiation maçonnique.
- Qui veut la peau de Roger Rabbit (Who Framed Roger Rabbit), film de Robert Zemeckis, 1988 - Roger Rabbit bondissant dans tous les sens passe à un moment devant une parade des Shriners.
- L'Homme qui voulut être roi -  On découvre sur la poitrine de Dravot la médaille maçonnique que lui avait offerte Kipling.

#### Littérature
Si quelques grands noms de la littérature américaine étaient des francs-maçons déclarés comme Mark Twain, il existe de nombreux livres s'inspirant du fait maçonnique ou parlant indirectement de la franc-maçonnerie. C'est le cas, par exemple, de L'Adieu aux armes d'Ernest Hemingway dans lequel l'auteur fait dire à un lieutenant : «I believe in the Free Masons. (...) It is a noble organization.». Dan Brown a lui aussi parlé de la franc-maçonnerie dans Le Symbole perdu. Edgar Allan Poe y fait une brève allusion dans sa nouvelle « La barrique d'amontillado ».

#### Musique
De nombreux musiciens, chanteurs, interprètes et compositeurs américains étaient francs-maçons. On peut citer entre autres Nat King Cole.
Plusieurs chansons évoquent la franc-maçonnerie comme celle de Marilyn Manson qui chantera sur son album Holy Wood le titre King Kill 33e, faisant référence au plus haut grade du Rite écossais ancien et accepté. Le rap américain n'est pas en reste. Le chanteur Nas aura cette phrase dans la chanson Thugz Mansion (dans son album God's Son) : « see faces, cases, judges, masons, lawyers, and cops ».

### Politique
La franc-maçonnerie a joué un rôle important dans la politique américaine des origines jusqu'à nos jours. De nombreux politiciens ont assumé et assument au grand jour leur appartenance à l'ordre maçonnique. George Washington, le premier président des États-Unis, fut l'initiateur de cette tradition américaine en posant avec les décors maçonniques pour un portrait officiel. Seize autres présidents,également francs-maçons, ont leur portrait au Mémorial maçonnique d'Alexandria (Virginie).
Toutefois, l'influence de la franc-maçonnerie dans la vie politique américaine est aujourd'hui en déclin. Au cours des trente dernières années, ses effectifs seraient passés de quatre millions de membres à environ deux millions. On constate que depuis Gerald Ford, plus aucun président n'appartient à l'ordre.
Mais cette transparence n'empêche nullement les hostilités nombreuses de la classe politique en soi. À titre d'exemple, le Parti chrétien adoptera une ligne explicitement antimaçonnique dans les années 1820 menaçant d'interdire officiellement les loges en vue de son élection.